# Gezipark

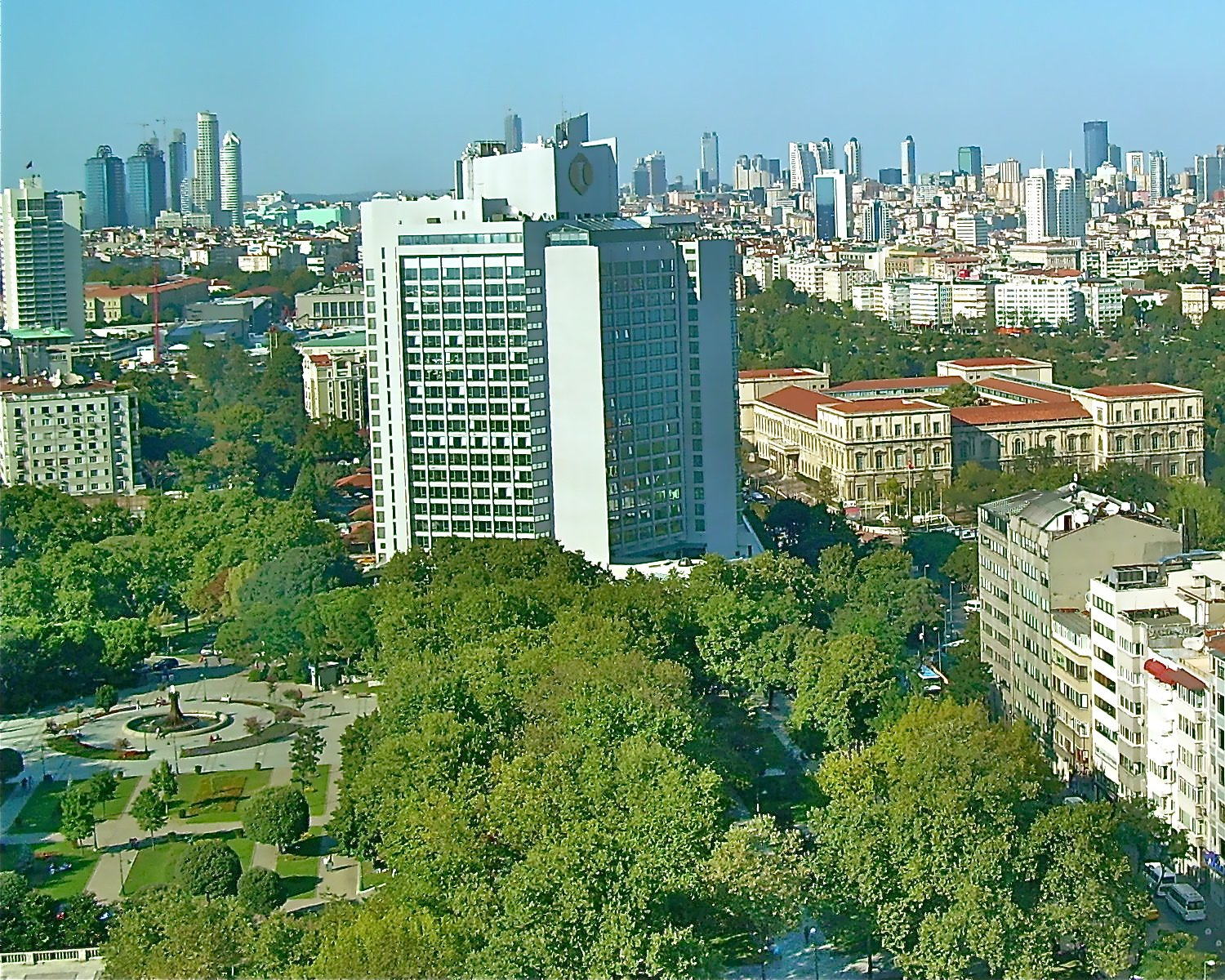
Het Gezipark in 2013, vanuit het Marmara Hotel

Het Gezipark is een stadspark dicht bij het Taksimplein, in het district Beyoğlu van de Turkse stad Istanboel. Het is een van de laastste groene plekken van Beyoğlu en een van de kleinste parken van Istanboel. Tot 1940 stond hier een kazerne. Plannen om er een reconstructie van de voormalige kazerne te bouwen, die een winkelcentrum zou herbergen, leidden in 2013 tot landelijke protesten in Turkije.

## Geschiedenis
Het park ligt op de plaats van de voormalige Taksimkazerne van Halil Pasha, een groot vierkant kazernecomplex met een grote open oefenplaats die in 1806 werd gebouwd. Het ligt dicht bij de Frankische en Armeense begraafplaatsen, en het voormalige Grand Champs des Morts.
Van 1560 tot 1939 lag de Pangaltı Armeense Begraafplaats in het noordelijke deel van het huidige Gezipark, dicht bij het Surp Agop Ziekenhuis. De begraafplaats werd door de Turkse overheid geconfisqueerd als onderdeel van de bouwplannen van Henri Prost voor het Gezipark, en werd in 1939 gesloopt. In 2013 werden tijdens opgravingen 16 grafstenen van de begraafplaats ontdekt. De opgravingen werden verricht voor de tunnel van de Cumhuriyetlaan, als onderdeel van het project om het voetgangersgebied van het Taksimplein uit te breiden.

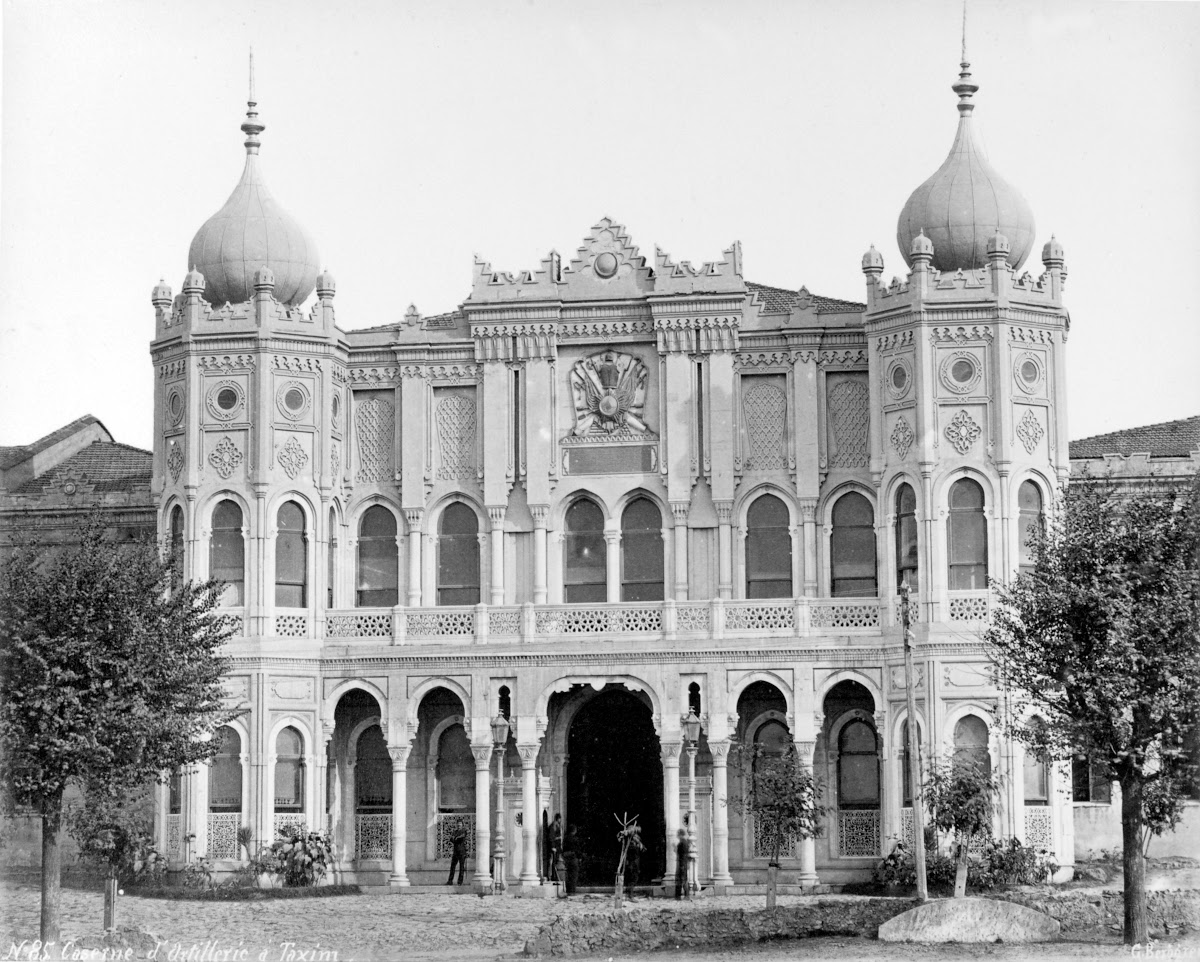
Een van de belangrijkste toegangspoorten, ontworpen in orientaalse stijl, van de Halil Pasha Artilleriekazerne (1806) die in 1921 werden omgevormd tot het Taksim Stadion. Tussen 1939 en 1940 werd de kazerne afgebroken zodat het zuidelijke deel van het Gezipark kon worden aangelegd.